# Blood Bowl (2009)
Blood Bowl is een computerspel dat ontwikkeld is door Cyanide en uitgegeven door Focus Home Interactive op 26 juni 2009 voor op Microsoft Windows, Xbox 360, PlayStation Portable en Nintendo DS. Het spel is gebaseerd op het gelijknamige bordspel, wat weer losjes gebaseerd is op American football.

## Gameplay
Het spel is een fantasy versie van American football en wordt gespeeld door twee teams van 16 spelers, met elk 11 spelers tegelijk op het veld. Touchdowns worden gescoord door de bal richting het einde van het veld aan de tegenstander hun kant te brengen. Een team kan winnen door de meeste touchdowns te scoren of door het vijandelijke team volledig uit te schakelen.
Het spel heeft een Real-time- en turn-based strategy modus en de speler kan zelf kiezen in welke modus er gespeeld wordt.
Bij de carrièremodus moet de speler zijn eigen team opbouwen en steeds betere teamleden vrijspelen. Wanneer een teamlid gewond of gedood is, moet hij vervangen worden. Een gewond teamlid moet genezen worden met geld. Wanneer de speler hier het geld niet voor heeft kan het teamlid alsnog gewoon ingezet worden om mee te spelen ondanks zijn verwondingen, alleen is dan de kans groter dat het betreffende teamlid overlijdt. De carrièremodus gaat oneindig door.
Met verdiende experience points kan de speler nieuwe vaardigheden voor zijn teamleden vrijspelen, om er zo voor te zorgen dat ze bijvoorbeeld minder snel doodgaan op het veld.

### Teams
Er zijn een groot aantal beschikbare teams van allerlei verschillende rassen uit het Warhammer-universum, waaronder:
- Mensen
- Orcs
- Dwergen
- Lizardmen
- Skaven
- Goblins
- Chaos
- Wood Elves